# Woodall Peak
Il Woodall Peak è un modesto picco roccioso antartico, alto 720 m, situato in prossimità del margine sud della Barriera di Ross, circa a metà strada tra le bocche del Ghiacciaio Good e del Ghiacciaio Ramsey, nei Monti della Regina Maud, in Antartide.
Il picco è stato scoperto e fotografato durante il volo C del 29 febbraio-1 marzo 1940 dell'United States Antarctic Service.
La denominazione è stata assegnata dall'Advisory Committee on Antarctic Names (US-ACAN) in onore di Vance Woodall, marinaio della U.S. Navy, che perse la vita il 21 gennaio 1947 in un incidente durante le operazioni di scarico nel corso dell'Operation Highjump del 1946-47.